# David Friedmann (Schauspieler)
David Friedmann, auch David Friedman (* ca. 1955 in München) ist ein deutscher Schauspieler, Synchronsprecher, Journalist und Hörfunkmoderator.

## Werdegang
Friedmanns Vater hatte in München eine Englischschule, musste diese jedoch aus gesundheitlichen Gründen aufgeben.
1970 sprach David Friedmann den Boy im Film Tarzan und die Jäger. 1971 synchronisierte er Tommy in Pippi außer Rand und Band. Friedmann spielte 1974 die Rolle des Kasperl im Film Der Räuber Hotzenplotz. 1974/75 spielte er in der Jugendfernsehserie Kim & Co (als David Friedman) die Rolle des Brillo.  
Heute arbeitet David Friedmann als Journalist beim Bayerischen Rundfunk (BR) und ist Hörfunkmoderator bei Bayern 2. Er ist Mitglied in der Freienvertretung im BR e.V.

## Filmografie
- 1973: Der Kommissar: Schwarzes Dreieck
- 1974: Der Räuber Hotzenplotz (als Kasperl)
- 1974: Die Powenzbande (als Kaspar Powenz, Kind)
- 1975: Kim & Co (als Brillo)